# Ramusella paillei
Ramusella paillei är en kvalsterart som först beskrevs av Sandór Mahunka 1980.  Ramusella paillei ingår i släktet Ramusella och familjen Oppiidae. Inga underarter finns listade i Catalogue of Life.